# Norman Bellingham
Norman Bellingham (Fairfax 23 december 1964) is een Amerikaans kanovaarder. 
Bellingham won tijdens de Olympische Zomerspelen 1988 de gouden medaille in de K-2 1.000 meter samen met Greg Barton.

## Belangrijkste resultaten

### Olympische Zomerspelen
| Editie | Plaats      | Resultaten               |
| ------ | ----------- | ------------------------ |
| 1984   | Los Angeles | Herkansingen K-4 1000m   |
| 1988   | Seoel       | K-2 1.000m               |
| 1992   | Barcelona   | 4e K-1 500m 4e K-2 1000m |

1936: Alfons Dorfner & Adolf Kainz ·
1948: Hans Berglund & Lennart Klingström ·
1952: Yrjö Hietanen & Kurt Wires ·
1956: Meinrad Miltenberger & Michel Scheuer ·
1960: Gert Fredriksson & Sven-Olov Sjödelius ·
1964: Sven-Olov Sjödelius & Gunnar Utterberg ·
1968: Vladimir Morozov & Aleksandr Sjaparenko ·
1972: Nikolai Gorbatsjov & Viktor Kratasjoek ·
1976: Sergej Nagorny & Vladimir Romanovski ·
1980: Vladimir Parfenovitsj & Sergej Tsjoechrai ·
1984: Hugh Fisher & Alwyn Morris ·
1988: Greg Barton & Norman Bellingham ·
1992: Kay Bluhm & Torsten Gutsche ·
1996: Antonio Rossi & Daniele Scarpa ·
2000: Beniamino Bonomi & Antonio Rossi ·
2004: Henrik Nilsson & Markus Oscarsson ·
2008: Martin Hollstein & Andreas Ihle ·
2012: Rudolf Dombi & Roland Kökény ·
2016: Marcus Groß & Max Rendschmidt ·
2020: Thomas Green & Jean van der Westhuyzen